# Tôm khô

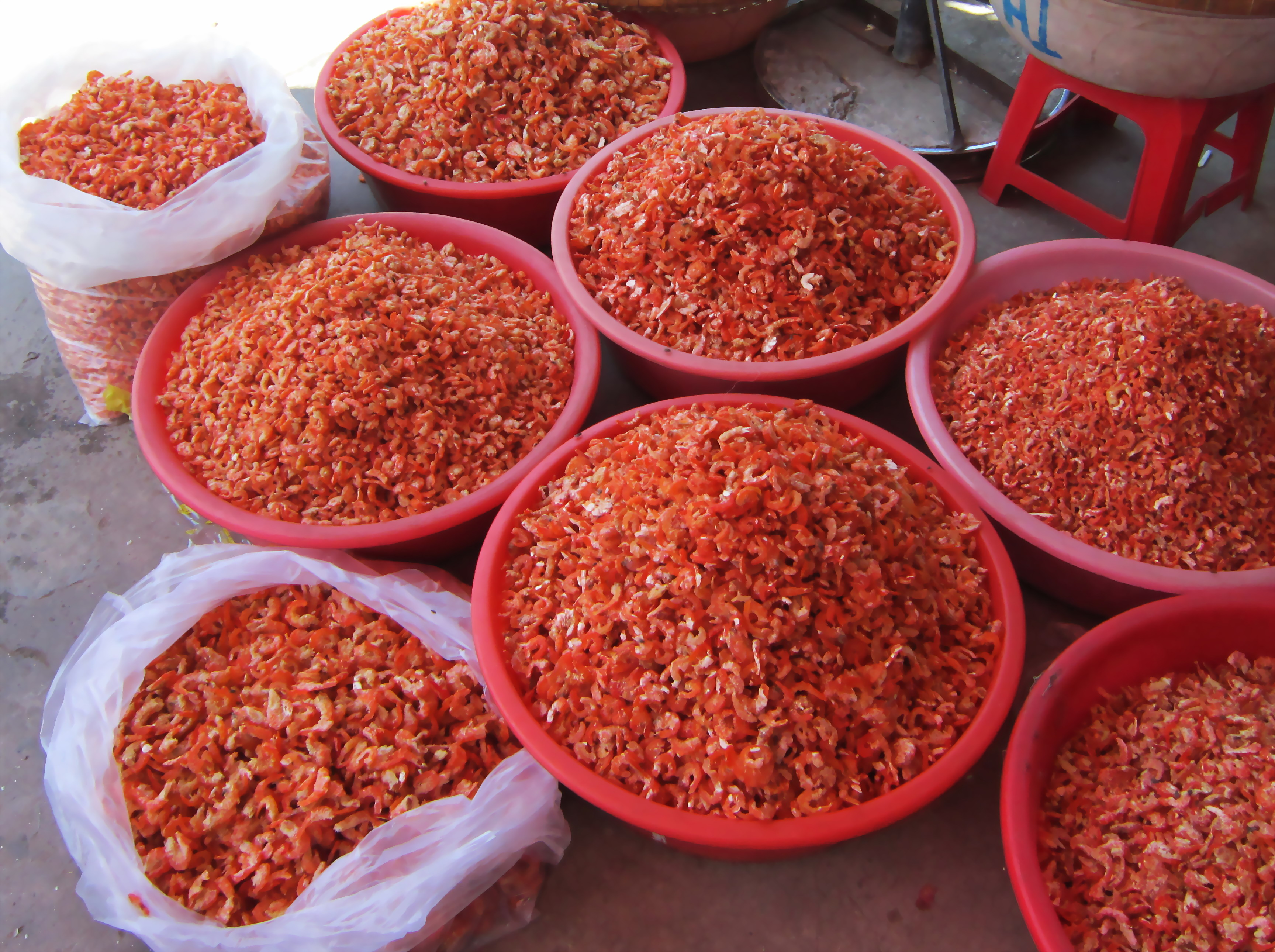
Tôm khô được bày bán ở chợ Bạc Liêu

Tôm khô là tôm tươi được phơi khô tự nhiên dưới ánh nắng mặt trời hoặc sấy khô thủ công. Con tôm tươi sau khi thành tôm khô sẽ có kích thước nhỏ hơn lúc còn tươi.

## Giới thiệu
Các nhà dinh dưỡng học đã định lượng cụ thể là cứ 100 gam tôm tươi (chỉ tính phần ăn được) sẽ cho 82 calori, 79,2gam nước, 17,9gam đạm, 0,9gam béo, 0,9gam đường chung, 1,4gam xơ tro, 79 mg calci, 184 mg phospho, 1,6 mg sắt, 20 mg vitamin A, 0,04 mg vitamin B1, 0,08 mg vitamin B2, 2,3 mg vitamin PP.
Theo kinh nghiệm của người làm tôm thì khoảng 5 hoặc 6 kilogram tôm tươi sẽ cho ra 1 kilogram tôm khô. Từ xa xưa, tôm khô là một thành phần không thể thiếu trong một số các món ăn của cư dân châu Á như: Trung Quốc, Hàn Quốc, các nước Đông Nam Á, một vài nước ở Châu Phi và một vài tiểu bang của Hoa Kỳ. Mùi và vị của tôm khô luôn làm cho món ăn độc đáo và rất khác so với các món ăn từ tôm tươi.
Ở miền Nam và miền Trung Việt Nam, tôm khô đặc biệt ngon và có thể xem là nơi tạo ra thương hiệu cho con tôm khô. Với khí hậu đặc trưng nhiệt đới, có bờ biển dài, sông ngòi dày đặc,  Các địa danh ở Việt Nam nổi tiếng với nghề tôm khô như: Phan Rang, Khánh Hòa, Bạc Liêu, Cà Mau, Hà Tiên,...